# جيمس ر. هوك
جيمس ر. هوك (بالإنجليزية: James R. Houck)‏ هو عالم فيزياء فلكية وعالم فلك وأستاذ جامعي أمريكي، ولد في 5 أكتوبر 1940 في موبيل في الولايات المتحدة، وتوفي في 18 سبتمبر 2015 في إثاكا في الولايات المتحدة.